# Fronteira Moçambique–Essuatíni
A fronteira entre Moçambique e Essuatíni (antiga Suazilândia) separa o extremo sudoeste de Moçambique se estendendo no sentido norte-sul por 105 km entre duas fronteiras tríplices Suazilândia-Moçambique-África do Sul. A fronteira do enclave de Essuatíni com a África do Sul foi sendo definida 1881, no âmbito da declaração do domínio britânico sobre o Transvaal até à independência da Suazilândia em 1968.